# Camponotus wheeleri
Camponotus wheeleri är en myrart som beskrevs av Mann 1916. Camponotus wheeleri ingår i släktet hästmyror, och familjen myror. Inga underarter finns listade.